# Oluf Munck
Oluf Munck (14. oktober 1886 i København – 23. juli 1943 i Antjol, Indonesien) var dansk læge og modstandsmand under 2. verdenskrig.

## Liv og karriere
Munck var søn af grosserer Erik Munck og Ellen Margrethe Friehling. I 1908 gift med Bodil Jerichau. Han blev student fra Herlufsholm, blev cand.med. og deltog 1918 i den finske borgerkrig.
Munck emigrerede til Hollandsk Østindien i 1920. Her blev han ansat i de hollandske kolonistyrker (KNIL) som løjtnant og læge og han arbejdede på militærhospitalet i Tjimahi på Java som specialist i tropemedicin. Da japanerne besatte Java i 1941 blev Oluf Munck involveret i modstandsarbejde, hvilket gjorde at han blev arresteret, tortureret og til sidst halshugget af japanerne. Han ligger i dag begravet sammen med tusind andre ofre for modstandskampen mod japanerne på den internationale mindeplads for krigens ofre i Anjol, nord for Jakarta, Indonesien. 
Munck har posthumt modtaget æresmedaljer fra det hollandske og danske kongehus (Chr. X) og der er mindesmærker for ham i Domus Medica i Kristianiagade og i slotskirken ved Herlufsholm Kostskole.